# José Parra Martínez
José Parra, teljes nevén José Parra Martínez, (Blanes, 1925. augusztus 28. – Terrassa, 2016. február 29.) spanyol-katalán labdarúgó, hátvéd.

## Pályafutása
Karrierje elején alsóbb osztályú kiscsapatokban játszott. 1947-ig megfordult a Júpiter, a Poble Sec és a Terrassa csapataiban is.
1947-ben kezdődött karrierje legsikeresebb időszaka, ekkor igazolta le az egyik legsikeresebb katalán klub, az Espanyol. Egészen 1959-ig játszott az Espanyolnál, ezalatt több, mint kétszáz bajnokin lépett pályára. Érdekesség, hogy hátvédhez képest is meglehetősen gólszegény volt, tizenkét idény alatt mindössze egyetlen alkalommal talált az ellenfelek hálójába. Erre az időszakra esett az is, amikor meghívót kapott a spanyol válogatottba is, összesen hét alkalommal. Részt vett az 1950-es vb-n is, ahol végül beválasztották a torna álomcsapatába is.
Miután eligazolt az Espanyoltól, 1959-től még játszott egy rövid ideig a Cartagena csapatában is.